# Karl Madritsch
Karl Madritsch (* 25. September 1908 in Zürich; † 31. Juli 1986 ebenda) war ein Schweizer Künstler. Sein Werk, mit dem er erst im Alter von etwa 40 Jahren an die Öffentlichkeit ging, umfasst Malerei, Siebdrucke, Wandbilder, Aquarelle, Hinterglasmalerei, Objektkunst, Druckgrafiken, Schmuck, Keramik und Tapisserie.

## Leben
Karl Madritsch wurde in Zürich geboren und hatte einen Zwillingsbruder namens Fritz Madritsch. Er studierte von 1924 bis 1927 an der Kunstgewerbeschule Zürich und liess sich zum Grafiker und Innenarchitekten ausbilden, trotzdem gab er an, ein autodidaktischer Maler zu sein. 1930 scheiterte sein Versuch, ohne gültiges Visum in die USA auszuwandern und er musste, nach einem Aufenthalt auf einer Internierungsinsel, über Jamaika und Mittelamerika mit einer Geldüberweisung seines Bruders in die Schweiz zurückkehren. Später reiste er regelmässig nach Paris. Zwischen 1930 und 1933 wohnte er mit seinem Bruder, gemäss dem Adressverzeichnis ein «Werkführer», in der Pension zum Alten Dolder in Zürich und hatte ein kleines Atelier am Römerhof. Das Adressverzeichnis führte Karl Madritsch als «Reklamezeichner». Er war mit der Malerin Marie-Hélène Fehr-Clément (1918–2012) befreundet, die in ihm einen «russischen Prinzen im Exil» sah.
Madritsch wurde in Zürich Werbegrafiker und malte auf Zürichs Strassen und Plätzen, er brachte auch dem Zirkus sein künstlerisches Interesse entgegen. 1947 und 1948 erhielt er ein Eidgenössisches Kunststipendium sowie 1956, 1965 und 1972 je ein Studien- und Werkbeitrag an bildende Künstler des Kantons Zürich. Madritsch war Mitglied in der GSMBA und stellte seine Werke in zahlreichen Gruppenausstellungen aus. Nach seinem Tod interessierte sich jedoch niemand für seinen Nachlass, dieser wurde von der Stadt abtransportiert und im Kehricht verbrannt.